# Virološki neuspeh
Virološki neuspeh (angl. virologic failure) je izraz, ki se uporablja pri zdravljenju okužbe z virusom HIV s protiretrovirusnimi zdravili in je eden od pokazateljev neučinkovitosti zdravljenja.
O virološkem neuspehu govorimo, kadar je potrjena koncentracija virusne RNK v plazmi več kot 50 kopij/ml 6 mesecev po uvedbi zdravljenja s protiretrovirusnimi zdravili. Dejavniki, ki lahko doprinesejo k virološkemu neuspehu, so razvoj odpornosti virusa proti zdravilu, slaba bolnikova sodelovalnost in toksični učinki zdravila.

## Ukrepi
Če se pojavi virološki neuspeh, je treba opraviti test odpornosti virusa proti zdravilom neuspešnega režima. Pri manjšem porastu virusnega vremena (do največ 500–1000 kopij virusa/ml) se priporoča preverba bolnikove sodelovalnosti ter ponovna določitev virusne RNK čez mesec ali dva. Pri večjem povečanju virusnega bremena je treba v skladu z rezulati odpornosti virusa proti zdravilom čim prej spremeniti režim zdravljenja.